# Le Châtillonnais et l’Auxois
Le Châtillonnais et l’Auxois est un journal hebdomadaire régional français fondé en 1807 sous Napoléon et diffusé principalement en Côte-d'Or. Son siège social est à Châtillon-sur-Seine. Ce journal, imprimé à plus de 5 700 exemplaires, paraît le jeudi.

## Historique du journal
Fondé en 1807, sous le Premier Empire de Napoléon, le journal est à l’origine la Feuille hebdomadaire de Châtillon-sur-Seine. Il devient ensuite Le Châtillonnais et l’Auxois. Le journal est bihebdomadaire, au moins entre 1914 et 1937,,. Il porte ce nom jusque vers 1944-1945, puis prend le nom de Châtillon-Presse en 2005. Il reprendra par la suite son nom d’origine, qu’il porte encore de nos jours.

## Le journal
Outre l’actualité régionale, Le Châtillonnais et l’Auxois traite plus particulièrement de l’actualité locale du nord et de l’ouest de la Côte-d’Or, notamment des cantons de Châtillon-sur-Seine, Semur-en-Auxois, Montbard, Venarey-les-Laumes et Laignes.
Les villes comme : Vitteaux, Saulieu, Précy-sous-Thil, Sombernon et Pouilly-en-Auxois, sont également concernées par la zone géographique de publication. 
Le siège du journal est au 24, rue du Maréchal-de-Lattre-de-Tassigny, à Châtillon-sur-Seine.

## Ancien collaborateur célèbre
Le dessinateur et caricaturiste Hervé Baudry y a commencé sa carrière en 1981 et a dessiné pour le journal jusqu’à sa mort en 2016.

## Propriétaires
- avant 1950 - 1954 : M et Mme Massenet[5]
- 1954 - 1964 : Louis Demirgian associé au fils de son épouse, Jacques Cuzin[5]
- 1964 - 1982 : Jacques Cuzin jusqu’à son décès[5]
- 1982 -  2005 : Michèle Cuzin, épouse de Jacques Cuzin[5]
- depuis 2005 : société Mediatour[5], possédée par Alain Joyandet, dont la fille Élodie Sassard est directrice de publication[7].